# 磁気処理水
磁気処理水（じきしょりすい、magnetic water）とは、磁気により磁化されたと称する水のことである。磁気活性水、活性水、磁気水、磁化水などとも呼ばれる。
根拠のない効用をうたう磁気処理装置の販売業者があり、疑似科学との批判が存在する。2005年には取扱業者に対して公正取引委員会による排除命令が出されている。

## 歴史
水を磁気で処理することは13世紀でも行われていた。1945年、ベルギー人が湯垢削減の特許を取得した。水道管などに磁気をかけると錆や水垢が防止されるという研究は旧ソビエト連邦などで行われていたが、1977年にロシアのヴェ・イ・クラッセンによって『水の磁気処理』が発行された（邦訳は1984年に出版されている）。
一方で、依然として多くの議論や疑問がある。

## 主張される原理と批判

### 水クラスターによる説明

水中における水素結合ネットワークの模式図
赤は酸素原子、青が水素原子、赤線が共有結合、黒線が水素結合を示す

「水クラスター」を用いて説明がなされることがある。
2018年の総括的にレビューされた論文のもうひとつは、過去10年の新しい手法である、動的な液体を扱うCoeyの仮説が磁場の効果の検証に応用されていることに重点を置いたもので、水の構造やクラスターの変化の想定も想定されており特性変化の研究を展望し、またGuoらの研究では分子力学シミュレーションを実施しクラスターの変換が起こっていることを結論付けていることもまとめている。イオンや分子に対する作用、イオン水和や、様々な食塩水への、クラスター変換のメカニズム、毛細現象や表面機構、水素結合と分子ローターへの効果、弱い磁場での勾配。こうした点からまとめられ、結論部には、過去には理論面での欠如していたが、過去10年の論文は水クラスター内とクラスター間での水素結合を介在した水の構造変化に基づく理解が進んだと結んでいる。

### 批判
しかし、一方では水クラスターによるモデルについては信頼性のある文献において十分な言及はなされていないという批判がある。お茶の水女子大学のウェブサイトに掲載されているクラスターモデルへの批判は、山形大学教員の天羽優子が公開していた。批判は、科学論文を引用しているが公開された文章については査読が行われた論文ではない。以下のような内容である。
- クラスターの大きさを測定したとする実験の存在自体が確認されていない[9]。
- 1969年に、D.Eisenberg と W. Kauzmann が分光学的な検討から水のクラスターは100ピコ秒（100億分の1秒）以上は存在できないと説明している[10]。つまり、仮に磁気が水クラスターの大きさや構造を変えたとしても、1秒後には元通りに戻っているため、さびを防止するはずが無い。

サイエンスライターの竹内薫は、クラスターは安定していないとされるため、クラスターの大きさを使って説明することは疑似科学であるとの意見している。ただし、クラスタの構造の平均を算出する試みはなされている。

## 効果のない広告表示
2008年8月、国民生活センターがトリハロメタンのような有害物質の除去をうたっている6銘柄について調査したところ、いずれも除去効果がなかったことを発表した

## 景品表示法違反
2005年2月の報告では、東京都都内の消費生活センター等に「活水器」に関する消費生活相談は2000年から5年間で約200件以上あった。内容は効果・性能についての疑問等であり、これへの対処のため景品表示法の観点で調査と検証を行っている。
東京都の調査によれば、活性器の効果として以下のものなどが標榜されていた。
- 水の構造に対する効果
  - 水のクラスターが小さくなる。
- 水の性質等に対する効果
  - 水がおいしくなる。まろやかになる
  - 水道水に含まれる有害物質を除去する
  - カルキ臭を抑える
- 水を利用する際の効果
  - 炊飯に使うと、ご飯がおいしく炊ける
  - コーヒー、お茶、水割りなどがおいしくなる
  - 野菜を洗うと、野菜についている農薬をよく落とす
  - 植物の生成が早まる。切り花が長持ちする
  - お風呂に使うと浴槽に垢がつかない。体がよく温まる
  - 洗濯に使うと少ない洗剤で汚れを落とす

これらに対して、東京都とは「因果関係について客観的な事実に基づく説明は得られない」、もしくは「回答自体が得られない」として景品表示法違反（不当表示）を指摘している。
2005年12月には、日本国の公正取引委員会は景品表示法違反により「磁石でできた筒状の商品であり、同商品に水道水を通過させると、風呂場のかびの発生を抑え、台所シンク周りのヌメリを抑えるなどの効能・効果を有する水を生成する」とうたう製品に関して排除命令を発している。